# Литвин, Василий Степанович

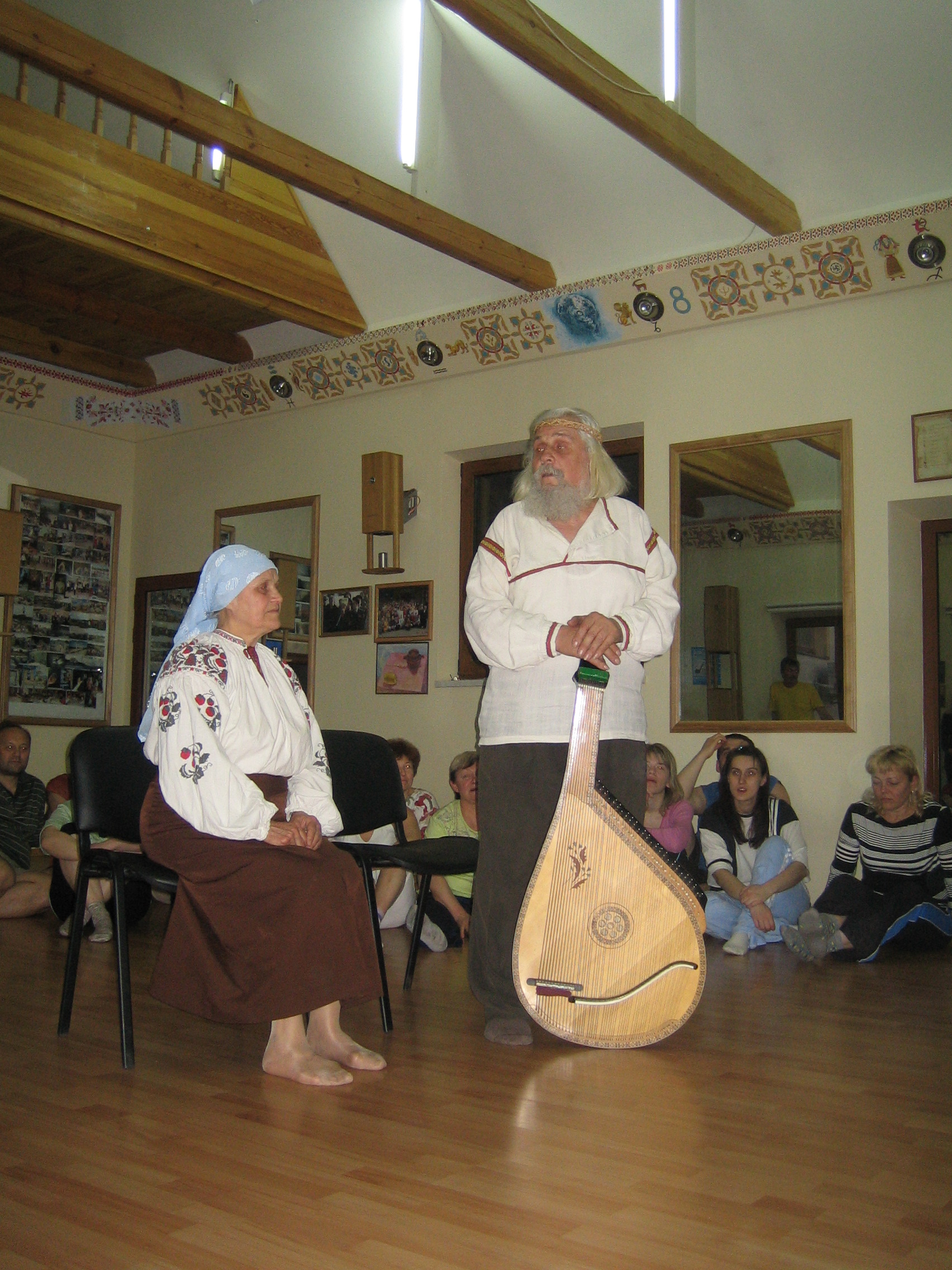

Василий Степанович Литви́н (4 июня 1941, Новофёдоровка, Кировоградская область — 7 апреля 2017, Обухов) — советский и украинский исполнитель на народных инструментах, народный артист Украины, председатель Союза кобзарей Украины, лауреат Республиканской премии имени Нечуя-Левицкого, лауреат премии фонда Тараса Григорьевича Шевченко. Соучредитель Стретовской школы кобзарского искусства.

## Биография
Родился в многодетной семье. Отец, Степан Андреевич, и мать, Мария Онисивна, работала в колхозе. Чтобы заработать на полное среднее образование вместе с братом Николаем отправились на заработки в Кролевец, где и получил первые уроки игры на бандуре Михаила Ивановича Белошапки, руководителя художественной самодеятельности ткацкой фабрики.
В 1961 г. братья Литвины вступили в Киевское музыкальное училище им. Глиэра по классу бандуры (преподаватель А. Омельченко). В 1964 г., не закончив третий курс из-за сложных материальных условий был вынужден был оставить учебу, начал работать в Черниговской филармонии. Затем брат пригласил его в Тернопольскую филармонию, откуда они были уволены за националистические взгляды и музыкальный репертуар. В 1966 г. брат Николай попал под следствие, а Василия призвали в армию, хотя по состоянию здоровья он не мог служить. В 1968 г., после вмешательства жены Антонины Литвиной (направила письмо министру обороны СССР А. А. Гречко) был демобилизован.
Из-за запрета властей устроиться на работу по специальности, работал в технической области. Лишь после вмешательства деятелей искусств-шестидесятников А. Горской, В.Стуса, В. Овсиенко был приглашен на работу художественным руководителем в Доме культуры с. Иванков Бориспольского района Киевской области.
В 1969 г. впервые громко заявил о себе на республиканском уровне. На концерте «Поют кобзари» он вернул к жизни историческую песню «Ой, полети галко», посвященную П. Калнышевскому. После концерта был приглашен на работу в оркестр украинских народных инструментов. Впоследствии там начал работать и брат Николай. В одном из первых концертов оркестра в Киевской филармонии, братья Литвины исполнили песню «Марш Богдана Хмельницкого» (сл. С. Руданского, муз. Н. Литвина), которая имела огромный успех. Однако репертуар исполнителей вновь вызвал недовольство властей и братья Литвины были уволены из оркестра. Вместе с женой был вынужден переехать к родственникам в с. Гребени Киевской области.
С 1970 по 1989 г. сменил множество мест работы. В этот период раскрылся его композиторский талант. В сотрудничестве с поэтом Олесем Бердником были созданы десятки жизнеутверждающих националистических песен: «Ой ходил я степью», «Как утихнут громы стоголосые», «Нет людей», «Кто ты, человек?».
В 1989 г. с усилением проукраинских тенденций в обществе предложил создать кобзарскую школу, которая была организована в с. Стретовка Киевской области. Вместе с женой Антониной они стали одними из первых преподавателей этого учебного заведения.
В его репертуаре более 250 песен, 170 из них — собственные мелодии на слова украинских классиков и современных поэтов: «Дума о матери» на сл. Б. Олейника, «Народ мой» (Пролог к поэме «Моисей» Ивана Франко), «Волшебная Кобза» на сл. А. Литвина, «Послание» на сл. Т. Шевченко, «Спасите люди песню» на сл. П. Перебийниса. Также исполнял старинные украинские песни. Автор собственных произведений: «Ветер веет — поле мечтает», «Вышли месяц и звезда», «Ой в поле, поле», «Ветер воет, ветер веет», «О, Лель! О, Отец! О, мир» и других.
Вместе с женой являлся автором проекта «Школа будущих Отцов-Матерей», направленного на воспитание молодёжи как будущих отцов и матерей.

## Награды и звания
- Кавалер ордена «За заслуги» ІІІ степени (2009)[2].
- Народный артист Украины.
- Заслуженный артист Украины.